# 閏年蟲
閏年蟲（Leap Year Bug），是指由於電腦程式設計的一些問題，使得電腦在處理閏年2月29日的日期和時間時候，可能會出現不正確的操作。
闰年虫是人们对于一些电脑软件在设计时未考虑闰年因素，将所有年份的2月都默认为有29天或者28天而出现运算错误的一种形象叫法，所以这一缺陷被称为“闰年虫”。

## 種類
閏年蟲主要分為三種：
1. 沒有設置閏年：
  - 有些電子產品沒有計算閏年的因素，將2月當作必定只有28日，那麼當碰到閏年時，2月29日便會誤作3月1日處理。
2. 閏年規則出錯：
  - 微軟Zune音樂播放機在2008年12月31日誤以為閏年只有365天而進入實際上還未到的2009年1月1日，結果導致全球大當機，所幸全球使用率低，並沒有引起關注。
  - Playstation 3（PS3）遊戲機誤將「四年一閏」當作「兩年（逢雙數年）一閏」，導致在2010年3月1日錯誤當作不存在的2010年2月29日，結果出現罕見的全球大當機。
3. 2100年問題：
  - 另有一種閏年蟲將會出現於2100年，又稱「2100年問題」。雖然閏年的規則大致上是「四年一閏」，但100的倍數而非400的倍數之年份卻是例外。故此2100年雖然是4的倍數，但都不是閏年。當電子產品沒有考慮到這條特例時，便會導致在2100年3月1日錯誤當作不存在的2100年2月29日。